# Romería de la Virgen de Gracia
La Romería de la Virgen de Gracia se celebra el segundo domingo de septiembre. Es la patrona del Real Sitio de San Lorenzo de El Escorial y está declarada Fiesta de Interés Turístico Nacional.

## Ofrenda floral
El viernes anterior a la Romería las distintas peñas, hermandades, cofradías y asociaciones del pueblo realizan una ofrenda floral a la virgen.
Tras la ofrenda se baila el rondón (baile de rueda típico de la provincia de Madrid y de otras zonas del centro de Castilla). Igualmente, Cáritas Española realiza en dicha ofrenda una recogida de alimentos para las familias necesitadas de la Parroquia de San Lorenzo de El Escorial.

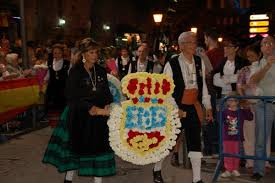
Ofrenda floral a la virgen de Gracia San Lorenzo de El Escorial

## Víspera de Romería
El sábado previo a la celebración de la Romería, la Real Hermandad de Romeros de la Virgen de Gracia y la Hermandad de señoras de la Virgen de Gracia celebran diferentes actos. 

### Imposición de medallas
En el Santuario Parroquial de Nuestra Señora de Gracia tiene lugar durante la tarde del sábado la imposición de títulos y medallas a los nuevos miembros de ambas hermandades. Esta imposición de medallas es el acto de incorporación de los romeros a las hermandades de la Virgen de Gracia. 
La medalla de los Romeros de la Virgen de Gracia es ovalada, de color plateado y tiene un cordón azul. En la parte frontal de la medalla se representa la imagen de la Patrona. En el reverso una imagen de la ermita. 
La medalla de la hermandad de señoras es redonda, de color bronce con cordón blanco y en ella se representa la imagen de la Virgen de Gracia.

### Pregón de Romería
Del mismo modo, la tarde previa a la Romería se celebra el Pregón de la Romería en el Paraninfo del Real Colegio Alfonso XII. En dicho pregón, el pregonero de la Romería anuncia lo que va a acontecer el día siguiente, relata anécdotas personales relacionadas con la fiesta romera y, en definitiva, pregona la fiesta de la Virgen de Gracia. La persona encargada de recitar el pregón suele ser un profesional de las letras o un vecino ilustre del municipio. 

### Honores y distinciones
Durante el acto del Pregón, la Real Hermandad de Romeros de la Virgen de Gracia hace entrega de los títulos y medallas de "Romero de Honor" y "Mérito Romero".

## Día de la Romería

### Rosario de la Aurora
El día de la Romería comienza a las seis de la mañana con el Rosario de la Aurora, que tiene lugar desde el Santuario Parroquial de Nuestra Señora de Gracia, hasta la ermita situada en el Bosque de la Herrería. La Virgen, entronizada en su carreta de bueyes, es llevada por los Romeros durante el rezo del Rosario para celebrar, posteriormente, en la Herrería la misa del Alba. 

### Cortejo Romero
A las 10 de la mañana tiene lugar el inicio del Cortejo Romero, desde la Lonja del Monasterio de San Lorenzo de El Escorial hasta el Recinto Romero, en el Bosque de la Herrería. Encabeza el Cortejo el Estandarte de la Real Hermandad de Romeros. Forman parte del Cortejo Romero las carretas de las distintas peñas. Los miembros de las peñas acuden ataviados con los trajes típicos de la comarca. 

### Tradiciones Romeras
Durante la jornada de la Romería, tiene lugar en la Ermita la Misa Mayor, durante la cual se reparte el tradicional romero bendecido, el homenaje romero de las peñas a la Virgen y el baile del Rondón.

### Regreso a casa
Todas las carretas desfilan frente a la Ermita. Se les hace entrega de los Premios y Trofeos otorgados por el Jurado calificador en los distintos premios.

### Llegada al Santuario
Desde los Arcos de la Universidad hasta la puerta del Santuario tiene lugar una procesión en la que participan romeros y romeras de las distintas peñas.
Al llegar al Santuario se canta y baila a la virgen y se da por terminada la Romería hasta el año siguiente.

## Lunes siguiente
Tiene lugar durante todo el día, las diferentes peñas y grupos romeros aprovechan para  terminar los excedentes de comida y dejar limpio el monte de la herrería. A las 17:30 se produce la tradicional subasta romera  de productos romeros cedidos por los comerciantes y particulares de San Lorenzo de El Escorial.

## Juntas Directivas
Las directivas se dividen en la Real Hermandad de Romeros de la Virgen de Gracia y Hermandad de señoras de la Virgen de Gracia. Estas juntas directivas se encargan de organizar la romería y de mantener y cuidar las instalaciones de la ermita y del santuario durante todo el año.

## Himno a la Virgen de Gracia
La letra del Himno a la Virgen de Gracia fue compuesta por Guillermo Fernández-Shaw y la música por el Maestro Francisco Alonso.